# 금쪽같은 내 스타
금쪽같은 내 스타는 2025년 8월 18일부터 방송중인 ENA 월화 드라마다.

## 기획 의도
대한민국 최고의 톱스타가 하루 아침에 평범한 중년 여성이 된 후 펼쳐지는 눈물 콧물 휘날리는 세월 순삭 로맨틱 코미디

## 제작진

### 연출
- 최영훈

### 극본
- 박지하

## 등장 인물

### 주요 인물
- 엄정화 : 봉청자 역 (아역 : 장다아) - 자신을 톱스타 임세라라고 주장하는 여성, 여우주연상을 받고 오던 길에 교통사고가 나서 깨어보니, 25년이 훌쩍 지나 2025년이란다. 하지만 잃어버린 기억보다 더 억울한 건 잃어버린 내 자리! 내 앞에 나타난 재수탱이 교통경찰 독고철과 함께, 잃어버린 시간과 자리를 되찾으려 다시 한번 이 험난한 연예계에 뛰어든다.

- 송승헌 : 독고철 역 (아역 : 이민재) - 마흔 전엔 기필코 결혼을 하겠다고 다짐한 것도 훌쩍 지나, 쉰을 바라보는 노총각이 된 교통경찰. 원래는 의욕과 열정 넘치는 강력계 형사였지만, 모종의 사건으로 교통과로 좌천을 당했다. 교통과에서 시간이나 떼우며 살던 그때, 본인이 25살의 톱스타 임세라라고 주장하는 이상한 여자, 봉청자를 만난다.

- 이엘 : 고희영 역 (아역 : 이다연)  - 임세라의 친구 역할이나 전전하던 조연 시절을 지나, 현재는 대한민국 최고의 배우로 거듭났다. 25년 전 갑자기 사라진 임세라의 대타로 주인공 자리를 꿰찼고, 이후 수많은 작품을 흥행시키며 깐느에서 국내 최초 여우주연상을 받기 이른다. 그런 남부러울 것 없는 그의 앞에 임세라가 다시 나타나 날이 바짝 선다.

- 오대환 : 강두원 역 (아역 : 허건영) - 25년 전 임세라의 로드매니저로 시작, 현재는 대한민국 대표 엔터인 투원엔터의 수장이 되었다. 임세라의 또라이 짓에 업계를 떠나야 하나 눈물로 밤을 지새우던 숱한 날을, 이제는 술안주로 잘근잘근 씹어 삼킬 정도로 대성공했다. 그.런.데. 그 임또라.. 아니, 그 임세라가 25년 만에 다시 나타났다고?

### 주변 인물
- 차청화 : 민태숙 역
- 현봉식 : 구남주 역
- 조연희 : 사선영 역
- 류태호 : 봉석봉 역
- 주인영 : 봉백자 역
- 김보민 : 봉다희 역
- 김대한 : 권도준 역
- 주보영 : 남유란 역
- 김승희 : 임재원 역
- 고한민 : 주승필 역
- 박중근 : 곽정도 역
- 허재호 : 강대구 역
- 김동균 : 염병길 역
- 박창순 : 노환희 역

### 그 외 인물
- 장은새

## 같이 보기
- 대한민국의 텔레비전 드라마 목록 (ㄱ)
- 2025년 대한민국의 텔레비전 드라마 목록

## 참고 사항
- 최영훈 PD와 박지하 작가는... SBS 월화 미니시리즈 《굿캐스팅》 이후 6년만에 다시 재회하게 된 작품의 계기가 되었다.

- 엄정화와 송승헌은... 영화 《미쓰 와이프》 이후 10년만에 다시 재회하게 된 작품의 계기가 되었다.